# Mácsó
Mácsó románul: Măceu, település Romániában, Erdélyben, Hunyad megyében.

## Fekvése
Kalántól délre, a Sztrigy bal partja melletti útnál fekvő település.

## Története
Mácsó Árpád-kori település. Nevét már 1263-ban említette oklevél. Ekkor adta István ifjú király a Miskolc nemzetségből származó Ponyt ispánnak jutalmul a tatárokhoz tett eredményes követjárásáért Fenes falut Mácsó és Görbő nevű földekkel együtt, ahol "daróc"-nak nevezett szolgálónépek laktak. 
Ponyt pár évvel később 1269-1270 táján szörényi bán lett, Hátszeg pedig a szörényi bán alá tartozott.
1322-ben, Károly Róbert király a néhai Panith bán összes birtokait a Balog nemzetség
beli Szécsi Miklós fiainak: Péternek, Miklósnak és Dénesnek adta. A három Szécsi fiú közül Miklós 1317-ben hátszegi, 1323-ban hasznosi [becsei] várnagy, Péter 1322-ben hasznosi várnagy, Dénes 1322–1324 között miháldi (mehádiai) és zsidóvári várnagy, majd
1329-ben miháldi és hasznosi várnagy, 1330–1341 között szörényi bán volt. 
Szécsi Péter fiai 1347-ben az 1263 évi oklevelet átíratták, és 1364-ben új pecséttel is megerősíttették. A három birtok azzal a [Hátszeg-]Váralja (Orlea-Subcetate) közvetlen szomszédságában északon elterülő uradalommal azonosítható, amely Mácsó, [Magyar-] Brettye és [Sztrigy-] Plop helységekből állt, és 1406-tól új adomány címén a Betlenek bírták. Ilyen módon Dragun és Kadocs [román] kenézeknek az adomány alól kivett földje a Plopnál a Sztrigybe torkolló Szilvás-patak felső völgyével azonosítható, ahol Szilvás faluban 1360-tól szerepel Dragumir kenéz, a Szilvásiak és Nopcsák őse.
Az 1400-as évek elején a Bethlenek birtoka, zálogban a Pogány, Tárnok, Kendefi családoknál  1491-ben pedig Bethleni Bernát Macho birtokbeli részét eladja testvérének Miklósnak,  1524-ben Machowa fele Bethleni Farkasé, fele pedig Kecskeméti Patócsi Miklósé volt, mivel Bethleni Miklós a birtokrészt leánya Erzsébet kezével együtt adta Patócsinak.
Nevét később 1733-ban Macso, 1750 Mecseu, 1760–1762 között Mátsó, 1805-ben Mácso, 1808-ban Macsó, 1913-ban Mácsó néven írták.
A trianoni békeszerződés előtt Hunyad vármegye Hátszegi járásához tartozott.
1910-ben 867 lakosából 3 magyar, 853 román volt. Ebből 160 görögkatolikus, 705 görögkeleti ortodox volt.